# Luciano González (baloncestista)
Luciano González (Paraná, Entre Ríos, 1 de enero de 1990) es un baloncestista argentino. Juega de escolta en Diablos Rojos del México de la Liga Nacional de Baloncesto Profesional de México. Es hijo del jugador Luis Chuzo González.

## Carrera
| Club                     | País      | Año             |
| ------------------------ | --------- | --------------- |
| Unión de Santa Fe        | Argentina | 2006 - 2007     |
| Echagüe                  | Argentina | 2007 - 2008     |
| San Martín de Corrientes | Argentina | 2008 - 2010     |
| Obras Sanitarias         | Argentina | 2010 - 2011     |
| Minas Tenis Clube        | Brasil    | 2011 - 2012     |
| Sionista                 | Argentina | 2012 - 2013     |
| La Unión de Formosa      | Argentina | 2013 - 2014     |
| Atenas                   | Argentina | 2014 - 2016     |
| Quimsa                   | Argentina | 2016 - 2017     |
| Instituto                | Argentina | 2017 - 2019     |
| San Lorenzo              | Argentina | 2019 - 2020     |
| Flamengo                 | Brasil    | 2020 - 2021     |
| Quimsa                   | Argentina | 2021            |
| Instituto                | Argentina | 2021 - 2023     |
| Trotamundos de Carabobo  | Venezuela | 2023            |
| Minas Tênis Clube        | Brasil    | 2023 - 2024     |
| Diablos Rojos del México | México    | 2024            |
| Peñarol de Mar del Plata | Argentina | 2025            |
| Diablos Rojos del México | México    | 2025 - Presente |

## Selección nacional
González disputó el Campeonato FIBA Américas Sub-18 de 2008 y el Campeonato Mundial de Baloncesto Sub-19 de 2009.
Recibió su primera convocatoria para integrar la selección mayor en 2011, llegando a participar del torneo de baloncesto de los Juegos Panamericanos de 2011. Volvería a integrar el equipo nacional a partir de 2018, compitiendo en los partidos de clasificación para la Copa Mundial de Baloncesto y para el Campeonato FIBA Américas.

## Estadísticas

### Selección nacional
| Equipo        | Torneo                    | PJ | Pts | Min | Dobles | Dobles | Triples | Triples | Libres | Libres | Rebotes | Rebotes | As |
| Equipo        | Torneo                    | PJ | Pts | Min | C      | L      | C       | L       | C      | L      | Def     | Of      | As |
| ------------- | ------------------------- | -- | --- | --- | ------ | ------ | ------- | ------- | ------ | ------ | ------- | ------- | -- |
| Argentina U18 | Eliminatorias Mundial U19 | 4  | 45  | 74  | 9      | 15     | 9       | 20      | 0      | 0      | 6       | 1       | 8  |
| Argentina U19 | Mundial U19 de 2009       | 9  | 110 | 236 | 17     | 34     | 20      | 53      | 16     | 22     | 20      | 5       | 18 |